# Jan Vytlačil
Jan Vytlačil (Havličkov Brod, Češka, 1896. - ?), češki i bosanskohercegovački ljekarnik, kulturni i športski djelatnik.

## Životopis
Rodio se u Havličkovom Brodu u Češkoj. Dugo je godina službovao u Stocu. Po Vytlačilu je stolački Dom zdravlja nosio ime sve do početka 90-ih godina 20. stoljeća.
Bio je poznati i važni kulturni i športski aktivist, sudjelovao je na osnivačkoj sjednici FK Iskra Stolac odmah nakon oslobođenja Stoca 25. listopada 1944. godine. Vytlačil je izabran za predsjednika.